# 요네카와역
요네카와역(일본어: 米川駅)은 일본 야마구치현 이와쿠니시에 위치한 서일본 여객철도 간토쿠 선의 철도역이다. 단선 승강장 1면 1선의 구조를 갖춘 지상역이다.

## 이용 현황
| 연도     | 하루 평균 | 연도     | 하루 평균 |
| 1999년도 | 53        | 2007년도 | 35        |
| 2000년도 | 43        | 2008년도 | 38        |
| 2001년도 | 33        | 2009년도 | 34        |
| 2002년도 | 44        | 2010년도 | 32        |
| 2003년도 | 46        | 2011년도 | 33        |
| 2004년도 | 45        | 2012년도 | 30        |
| 2005년도 | 42        | 2013년도 | 26        |
| 2006년도 | 38        |          |           |
| -------- | --------- | -------- | --------- |

## 역 주변
- 시마다 강

## 역사
- 1934년 12월 1일 : 산요 본선의 새 노선으로서, 이와쿠니 역 - 다카미즈 역 간이 개업했던 때에 설치.
- 1944년 10월 11일 : 산요 본선의 이와쿠니 역 - 구시가하마 역 간이 원래의 야나이 역 경유로 돌아왔기 때문에, 간토쿠 선의 소속으로 한다.
- 1987년 4월 1일 : 일본국유철도 분할 민영화에 의해, 서일본 여객철도의 소속으로 한다.

## 인접 역
| 서일본 여객철도 간토쿠 선  | 서일본 여객철도 간토쿠 선 | 서일본 여객철도 간토쿠 선 |
| -------------------------- | ------------------------- | ------------------------- |
| 스오타카모리 이와쿠니 방면 | ■ 간토쿠 선               | 다카미즈 구시가하마 방면  |